# 1354
1354 (MCCCLIV) var ett normalår som började en onsdag i den julianska kalendern.

## Händelser

### Okänt datum
- Turkarna under ledning av sultan Orhan invaderar Gallipoli.

## Födda
- Beyazit I, sultan över Osmanska riket.
- Erik IV av Sachsen-Lauenburg, hertig av Sachsen-Lauenburg.

## Avlidna
- 8 oktober – Cola di Rienzo, italiensk folkledare (mördad).
- Jeanne av Châtillon, hertiginna av Aten